# Europapokal der Pokalsieger 1975/76
Der Europapokal der Pokalsieger 1975/76 war die 16. Auflage des Wettbewerbs der europäischen Fußball-Pokalsieger. An ihm nahmen 32 Klubmannschaften aus 32 Nationen teil, darunter 25 nationale Pokalsieger sowie sieben unterlegene Pokalfinalisten (Djurgårdens IF, Atlético Madrid, RC Lens, SK Sturm Graz, FK Borac Banja Luka, Panathinaikos Athen und Haladás Szombathely). Albanien meldete keine Mannschaft. Titelverteidiger Dynamo Kiew hatte 1974 die Meisterschaft der Sowjetunion gewonnen und sich damit für den Europapokal der Landesmeister 1975/76 qualifiziert. Eine Titelverteidigung war daher nicht möglich.
Aus der Bundesrepublik Deutschland waren DFB-Pokalsieger Eintracht Frankfurt, aus der DDR FDGB-Pokalsieger BSG Sachsenring Zwickau, aus Österreich ÖFB-Cupfinalist SK Sturm Graz und aus der Schweiz der FC Basel am Start.
Durch seinen Finalsieg vor heimischer Kulisse in Brüssel errang der RSC Anderlecht den ersten Europapokal für Belgien.
Torschützenkönig wurde der Niederländer Rob Rensenbrink vom Titelgewinner RSC Anderlecht mit insgesamt 8 Toren.

## Modus
Die Teilnehmer spielten wie gehabt im reinen Pokalmodus mit Hin- und Rückspielen den Sieger aus. Gab es nach beiden Partien Torgleichstand, entschied die Anzahl der auswärts erzielten Tore (Auswärtstorregel). War auch deren Anzahl gleich fand im Rückspiel eine Verlängerung statt, in der auch die Auswärtstorregel galt.  Herrschte nach Ende der Verlängerung immer noch Gleichstand, wurde ein Elfmeterschießen durchgeführt. Das Finale wurde in einem Spiel auf neutralem Platz entschieden. Bei unentschiedenem Spielstand nach Verlängerung wäre der Sieger ebenfalls in einem Elfmeterschießen ermittelt worden.

## 1. Runde
Die Hinspiele fanden am 16./17. September, die Rückspiele am 30. September bis 2. Oktober 1975 statt.
|                     | Gesamt |                         | Hinspiel | Rückspiel |
| ------------------- | ------ | ----------------------- | -------- | --------- |
| Eintracht Frankfurt | 11:30  | Coleraine FC            | 5:1      | 6:2       |
| Valur Reykjavík     | 0:9    | Celtic Glasgow          | 0:2      | 0:7       |
| Haladás Szombathely | 8:1    | FC Valletta             | 7:0      | 1:1       |
| Skeid Oslo          | 1:8    | Stal Rzeszów            | 1:4      | 0:4       |
| Rapid Bukarest      | 1:2    | RSC Anderlecht          | 1:0      | 0:2       |
| FC Ararat Jerewan   | 10:10  | Anorthosis Famagusta    | 9:0      | 1:1       |
| FC Basel            | 2:3    | Atlético Madrid         | 1:2      | 1:1       |
| Panathinaikos Athen | 0:2    | BSG Sachsenring Zwickau | 10:0 1   | 0:2       |
| AFC Wrexham         | 3:2    | Djurgårdens IF          | 2:1      | 1:1       |
| Beşiktaş Istanbul   | 0:6    | AC Florenz              | 0:3      | 0:3       |
| Home Farm FC        | 1:7    | RC Lens                 | 1:1      | 0:6       |
| Lahden Reipas       | 2:5    | West Ham United         | 2:2      | 0:3       |
| Spartak Trnava      | 0:3    | Boavista Porto          | 0:0      | 0:3       |
| Vejle BK            | 0:4    | FC Den Haag-ADO         | 0:2      | 0:2       |
| SK Sturm Graz       | 3:2    | Slawia Sofia            | 3:1      | 0:1       |
| FK Borac Banja Luka | 14:10  | US Rumelange            | 9:0      | 5:1       |

## 2. Runde
Die Hinspiele fanden am 22. Oktober, die Rückspiele am 5. November 1975 statt.
|                   | Gesamt          |                         | Hinspiel | Rückspiel |
| ----------------- | --------------- | ----------------------- | -------- | --------- |
| AFC Wrexham       | 3:1             | Stal Rzeszów            | 2:0      | 1:1       |
| FC Ararat Jerewan | 2:4             | West Ham United         | 1:1      | 1:3       |
| Boavista Porto    | 1:3             | Celtic Glasgow          | 0:0      | 1:3       |
| Atlético Madrid   | 1:3             | Eintracht Frankfurt     | 1:2      | 0:1       |
| AC Florenz        | 1:1 (4:5 i. E.) | BSG Sachsenring Zwickau | 1:0      | 0:1 n. V. |
| FC Den Haag-ADO   | 6:3             | RC Lens                 | 3:2      | 3:1       |
| RSC Anderlecht    | 3:1             | FK Borac Banja Luka     | 3:0      | 0:1       |
| SK Sturm Graz     | 3:1             | Haladás Szombathely     | 2:0      | 1:1       |

## Viertelfinale
Die Hinspiele fanden am 3. März, die Rückspiele am 17. März 1976 statt.
|                 | Gesamt    |                         | Hinspiel | Rückspiel |
| --------------- | --------- | ----------------------- | -------- | --------- |
| SK Sturm Graz   | 0:3       | Eintracht Frankfurt     | 0:2      | 0:1       |
| RSC Anderlecht  | 2:1       | AFC Wrexham             | 1:0      | 1:1       |
| FC Den Haag-ADO | (a)5:5(a) | West Ham United         | 4:2      | 1:3       |
| Celtic Glasgow  | 1:2       | BSG Sachsenring Zwickau | 1:1      | 0:1       |

## Halbfinale
Die Hinspiele fanden am 31. März, die Rückspiele am 14. April 1976 statt.
|                         | Gesamt |                 | Hinspiel | Rückspiel |
| ----------------------- | ------ | --------------- | -------- | --------- |
| BSG Sachsenring Zwickau | 0:5    | RSC Anderlecht  | 0:3      | 0:2       |
| Eintracht Frankfurt     | 3:4    | West Ham United | 2:1      | 1:3       |

## Finale
| RSC Anderlecht                             | RSC Anderlecht | West Ham United | West Ham United |
| ------------------------------------------ | --- | --- | --------------- |
| RSC Anderlecht                             | \| 5. Mai 1976 in Brüssel (Heysel-Stadion) \| \| Ergebnis: 4:2 (1:1) \| \| Zuschauer: 51.296 \| \| Schiedsrichter: Robert Wurtz ( Frankreich) \|                                                                                    | \| 5. Mai 1976 in Brüssel (Heysel-Stadion) \| \| Ergebnis: 4:2 (1:1) \| \| Zuschauer: 51.296 \| \| Schiedsrichter: Robert Wurtz ( Frankreich) \|                                                             | West Ham United |
| RSC Anderlecht                             | Jan Ruiter – Michel Lomme – Gilbert Van Binst , Hugo Broos, Jean Thissen – François Van der Elst, Arie Haan, Ludo Coeck (32. Franky Vercauteren), Jean Dockx – Peter Ressel, Rob Rensenbrink Cheftrainer: Hans Croon ( Niederlande) | Mervyn Day – Keith Coleman – Tommy Taylor, Billy Bonds , Frank Lampard (46. Alan Taylor) – John McDowell, Graham Paddon, Trevor Brooking – Pat Holland, Billy Jennings, Keith Robson Cheftrainer: John Lyall | West Ham United |
| RSC Anderlecht                             | 1:1 Rob Rensenbrink (44.) 2:1 François Van Der Elst (47.) 3:2 Rob Rensenbrink (73., Foulelfmeter) 4:2 François Van Der Elst (88.)                                                                                                   | 0:1 Pat Holland (28.) 2:2 Keith Robson (68.) | West Ham United |
| 5. Mai 1976 in Brüssel (Heysel-Stadion)    | | |                 |
| Ergebnis: 4:2 (1:1)                        | | |                 |
| Zuschauer: 51.296                          | | |                 |
| Schiedsrichter: Robert Wurtz ( Frankreich) | | |                 |